# Vibyggerå landskommun
Vibyggerå landskommun var en tidigare kommun i Västernorrlands län. Centralort var Docksta.

## Administrativ historik
Vibyggerå landskommun (från början Wibyggerå landskommun) inrättades den 1 januari 1863 i Vibyggerå socken  i Ångermanland  när 1862 års kommunalförordningar trädde i kraft.
Den upphörde vid kommunreformen 1952, då den gick upp i Ullångers landskommun. Sedan 1974 tillhör området Kramfors kommun.

## Kommunvapen
Vibyggerå landskommun förde inte något vapen.

## Politik

### Mandatfördelning i valen 1938-1946
| 9 | 2 | 9 |

| 20 |

| 9 | 9 | 2 |

| 20 |

| 7 | 11 | 2 |

| 19 |

### Fotnoter
1. ↑  Per Andersson: Sveriges kommunindelning 1863-1993, Draking, Mjölby 1993, ISBN 91-87784-05-X, s. 91